# Estado comunista

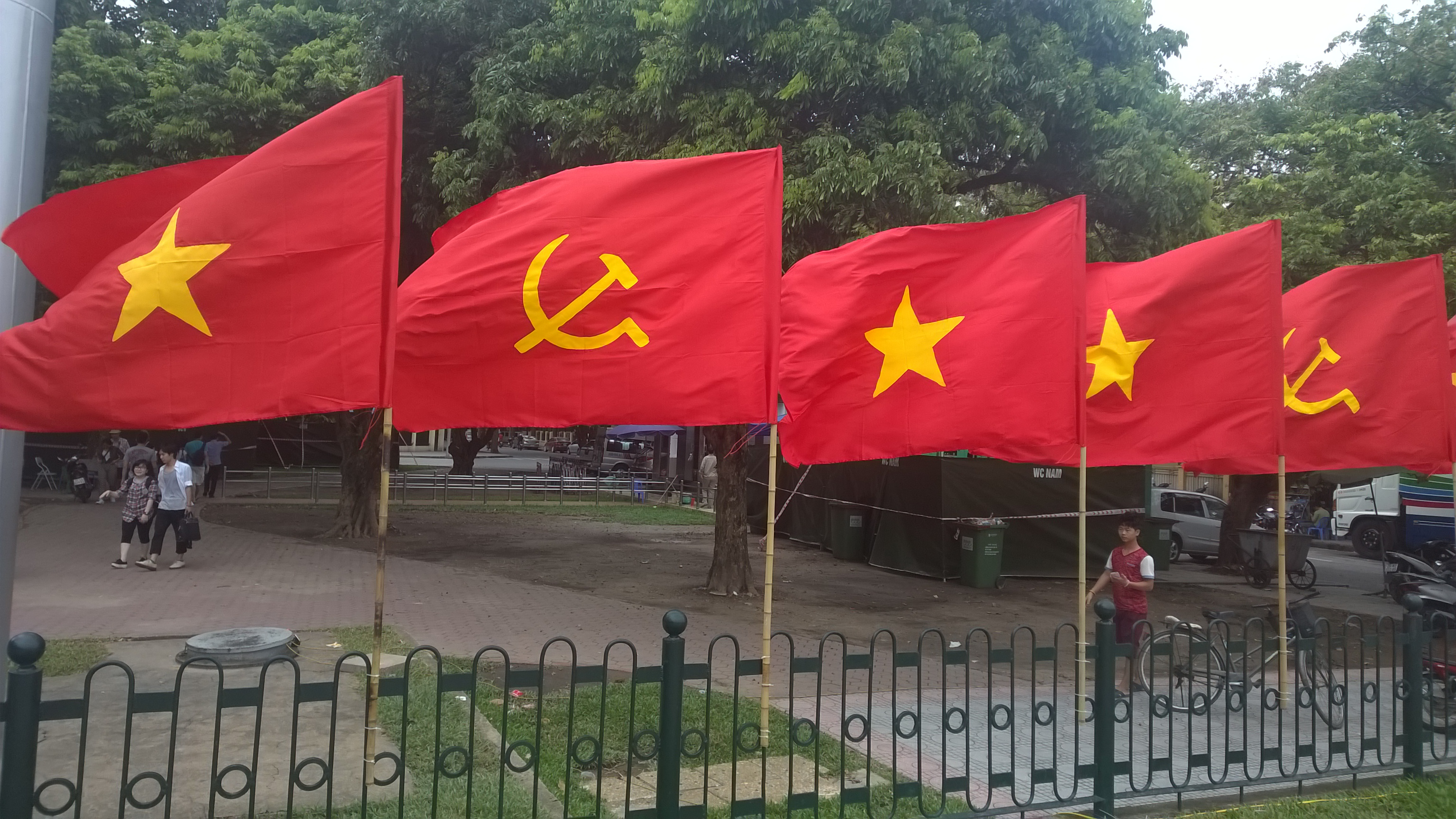
Las banderas del Partido Comunista de Vietnam que ondean junto con la bandera de Vietnam en Hanoi, Vietnam.

Un estado comunista, que puede ser un estado marxista-leninista, es un estado de partido único administrado y gobernado por un partido comunista guiado por el marxismo-leninismo. El marxismo-leninismo fue la ideología estatal de la Unión Soviética, el Komintern después de la bolchevización y los estados comunistas dentro del Comecon, el Bloque del Este y el Pacto de Varsovia. El marxismo-leninismo actualmente sigue siendo la ideología de algunos partidos en todo el mundo. Después de su apogeo cuando se establecieron muchos estados comunistas, las revoluciones de 1989 derribaron a la mayoría de los estados comunistas, sin embargo, sigue siendo la ideología oficial de los partidos gobernantes de China, Cuba, Laos y Vietnam. Durante la mayor parte del siglo XX, antes de las revoluciones de 1989, alrededor de un tercio de la población mundial vivía en estados comunistas.
Los estados comunistas son administrados típicamente a través del centralismo democrático por un solo aparato centralizado del partido comunista. Estos partidos suelen ser marxistas-leninistas o alguna variante nacional de los mismos, como el maoísmo o el titoísmo, con el objetivo oficial de alcanzar el socialismo y avanzar hacia una sociedad comunista. Ha habido varios casos de estados comunistas con procesos de participación política en funcionamiento que involucran a varias otras organizaciones no partidistas, como la participación democrática directa, los comités de fábrica y los sindicatos, aunque el partido comunista siguió siendo el centro del poder.
Como término, los historiadores occidentales, los científicos políticos y los medios de comunicación utilizan el término estado comunista para referirse a estos países. Sin embargo, estos estados no se describen a sí mismos como comunistas ni afirman haber alcanzado el comunismo, se refieren a sí mismos como estados socialistas en proceso de construcción del socialismo. Los términos utilizados por los estados comunistas incluyen estados nacional-democráticos, democráticos populares, de orientación socialista y de trabajadores y campesinos. Los académicos, comentaristas políticos y otros académicos tienden a distinguir entre estados comunistas y estados socialistas democráticos, el primero representando al Bloque del Este y el último representando a los países del Bloque Occidental que han sido gobernados democráticamente por partidos socialistas como Reino Unido, Francia, Suecia y otras socialdemocracias.

## Visión general

### Desarrollo
Durante el siglo XX, el primer estado constitucionalmente comunista del mundo fue Rusia a fines de 1917. En 1922, se unió a otros antiguos territorios del imperio para convertirse en la Unión Soviética. Después de la Segunda Guerra Mundial, el ejército soviético ocupó gran parte de Europa del Este y ayudó a llevar al poder a los partidos comunistas existentes en esos países. Originalmente, los estados comunistas de Europa del Este estaban aliados con la Unión Soviética. Yugoslavia se declararía no alineada y Albania tomó un camino diferente más tarde. Después de una guerra contra la ocupación japonesa y una guerra civil resultando en una victoria comunista, la República Popular de China se estableció en 1949. También se establecieron estados comunistas en Camboya, Cuba, Laos y Vietnam. Se estableció un estado comunista en Corea del Norte, aunque más tarde adoptó su propia ideología llamada Juche. En 1989, los estados comunistas de Europa del este colapsaron después de que se rompió la Cortina de Hierro como resultado del pícnic paneuropeo, bajo la presión pública durante una ola de movimientos en su mayoría no violentos como parte de las revoluciones de 1989 que llevaron a la disolución de la Unión Soviética en 1991. La estructura socioeconómica de China ha sido denominada "capitalismo de estado nacionalista" y el Bloque del Este (Europa del este y el Tercer Mundo) como "sistemas burocrático-autoritarios".
Hoy, los estados que se consideran comunistas en el mundo son China, Cuba, Laos, Corea del Norte y Vietnam. Estos estados comunistas a menudo no afirman haber logrado el socialismo o el comunismo en sus países, sino que están construyendo y trabajando para el establecimiento del socialismo en sus países. El preámbulo de la Constitución de la República Socialista de Vietnam establece que Vietnam solo entró en una etapa de transición entre el capitalismo y el socialismo después de que el país se reunificara bajo el partido comunista en 1976 y la Constitución de la República de Cuba de 1992 establece que el papel del partido comunista es "orientar el esfuerzo común hacia los fines y la construcción del socialismo". La Constitución de Corea del Norte ha reemplazado las referencias al marxismo-leninismo y el comunismo a favor de su propia ideología llamada Juche, aunque el gobernante Partido del Trabajo de Corea sigue estando ideológicamente comprometido con el comunismo.

### Instituciones
Los estados comunistas comparten instituciones similares que se organizan sobre la premisa de que el partido comunista es una vanguardia del proletariado y representa los intereses a largo plazo del pueblo. La doctrina del centralismo democrático, desarrollada por Vladimir Lenin como un conjunto de principios para ser utilizados en los asuntos internos del partido comunista, se extiende a la sociedad en general. Según el centralismo democrático, todos los líderes deben ser elegidos por el pueblo y todas las propuestas deben debatirse abiertamente, pero una vez que se ha tomado una decisión, todas las personas tienen el deber de dar cuenta de esa decisión. Cuando se usa dentro de un partido político, el centralismo democrático está destinado a prevenir el fraccionalismo y las divisiones. Cuando se aplica a todo un estado, el centralismo democrático crea un sistema de partido único. Las constituciones de la mayoría de los estados comunistas describen su sistema político como una forma de democracia. Reconocen la soberanía del pueblo encarnada en una serie de instituciones parlamentarias representativas. Tales estados no tienen una separación de poderes y en su lugar tienen un cuerpo legislativo nacional (como el Soviet Supremo de la Unión Soviética) que se considera el órgano más alto del poder estatal y que es legalmente superior a los poderes ejecutivo y judicial del gobierno.
En los estados comunistas, la política legislativa nacional a menudo tiene una estructura similar a los parlamentos que existen en las repúblicas liberales, con dos diferencias significativas. Primero, no se espera que los diputados elegidos para estos cuerpos legislativos nacionales representen los intereses de ningún electorado en particular, sino más bien los intereses a largo plazo del pueblo en su conjunto. Y segundo, contra el consejo de Karl Marx, los cuerpos legislativos de los estados comunistas no están en sesión permanente. Por el contrario, se reúnen una o varias veces al año en sesiones que suelen durar sólo unos pocos días. Cuando el cuerpo legislativo nacional no está reunido, sus poderes se transfieren a un consejo más pequeño (a menudo llamado presídium) que combina el poder legislativo y ejecutivo y en algunos estados comunistas (como la Unión Soviética antes de 1990) actúa como una jefatura de estado colectiva. En algunos sistemas, el presídium está compuesto por importantes miembros del partido comunista que votan las resoluciones del partido comunista para convertirlas en ley.
Una característica de los estados comunistas es la existencia de numerosas organizaciones sociales patrocinadas por el estado (asociaciones de periodistas, profesores, escritores y otros profesionales, cooperativas de consumidores, clubes deportivos, sindicatos, organizaciones de jóvenes y organizaciones de mujeres) que se integran en el sistema político. En los estados comunistas, se espera que las organizaciones sociales promuevan la unidad y la cohesión social, sirvan como enlace entre el gobierno y la sociedad y proporcionen un foro para el reclutamiento de nuevos miembros del partido comunista.
Históricamente, la organización política de muchos estados socialistas ha estado dominada por un monopolio de partido único. Algunos gobiernos comunistas, como los de China, Checoslovaquia o Alemania Oriental, tienen o han tenido más de un partido político, pero todos los partidos menores están o estaban obligados a seguir el liderazgo del partido comunista. En los estados comunistas, el gobierno puede no tolerar las críticas a las políticas que ya se han implementado en el pasado o que se están implementando en el presente. Sin embargo, los partidos comunistas han ganado elecciones y han gobernado en el contexto de democracias multipartidistas sin buscar establecer un estado de partido único y, por lo tanto, estas entidades no entran dentro de la definición de estado comunista, por lo tanto, estos partidos son en la práctica pseudocomunistas ya que no buscan abolir el estado capitalista pluripartidista y remplazarlo por un estado comunista sino que se limitan a hacer ciertas reformas estatizadoras de la economía pero en el marco de un estado capitalista multipartidista, reformas estatistas que obviamente se revertirían inmediatamente si un partido liberal llegase a ganar las elecciones. Estos partidos aunque se denominan "comunistas" en la práctica no se diferencian ni en lo más mínimo de los partidos socialdemócratas. En la mayor parte de Europa, los partidos comunistas fueron muy populares y sirvieron en varios gobiernos de coalición durante el siglo XX.

### Concepción del estado
Según el pensamiento marxista-leninista, el estado es una institución represiva dirigida por una clase dominante. Esta clase domina el estado y expresa su voluntad a través de él. Al formular la ley, la clase dominante utiliza al estado para oprimir a otras clases y formar una dictadura de clase. Sin embargo, el objetivo del estado comunista es abolir dicho estado. La Constitución de la Rusia Soviética de 1918 declaró: "El objeto principal de la Constitución de la RSFSR, que se adapta al período de transición actual, consiste en el establecimiento de una dictadura del proletariado urbano y rural y del campesinado más pobre, en la forma de un poderoso Soviet de toda Rusia, cuyo objeto es asegurar la completa supresión de la burguesía, la abolición de la explotación del hombre por el hombre y el establecimiento del socialismo, bajo el cual no habrá división de clases ni autoridad estatal".
El estado comunista es la dictadura del proletariado, donde los elementos avanzados del proletariado son la clase dominante. En el pensamiento marxista-leninista, el estado socialista es el último estado represivo ya que la siguiente etapa de desarrollo es la del comunismo puro, una sociedad sin clases y sin estado. Friedrich Engels comentó sobre el Estado, escribiendo: "La interferencia del Estado en las relaciones sociales, se vuelve, en un dominio tras otro, superflua y luego muere por sí misma. El gobierno de las personas es reemplazado por la administración de las cosas, y por la conducción de los procesos de producción. El estado no está 'abolido'. Se extingue".
La ideología impregna estos estados. Según el erudito Peter Tang, "la prueba suprema de si un Estado-Partido Comunista permanece revolucionariamente dedicado o degenera en un sistema revisionista o contrarrevolucionario radica en su actitud hacia la ideología comunista". Por lo tanto, el único propósito ideológico de los estados comunistas es difundir el socialismo y para alcanzar ese objetivo estos estados deben guiarse por el marxismo-leninismo. Los estados comunistas han optado por dos formas de lograr este objetivo, a saber, gobernar indirectamente por el marxismo-leninismo a través del partido (modelo soviético), o comprometer al estado oficialmente a través de la constitución con el marxismo-leninismo (modelo maoísta de China-Albania). El modelo soviético es el más común y se utiliza actualmente en China.

## Sistema político

### Gobierno
La agencia administrativa más alta del poder estatal es el gobierno. Funciona como órgano ejecutivo del poder legislativo. El Soviet Supremo se ha introducido con variaciones en todos los estados comunistas. Durante la mayor parte de su existencia, el gobierno soviético fue conocido como el Consejo de Ministros y se utilizaron nombres idénticos para los gobiernos de Albania, Alemania Oriental, Hungría, Polonia y Rumania. Era independiente de las otras agencias centrales, como la legislatura y su presidium, pero el Soviet Supremo estaba facultado para decidir sobre todas las cuestiones que deseaba. El gobierno soviético era responsable ante la legislatura y entre sesiones de la legislatura informaba al comité permanente de la legislatura.
En los estados comunistas, el gobierno era responsable del sistema económico general, el orden público, las relaciones exteriores y la defensa. El modelo soviético se implementó de manera más o menos idéntica en Bulgaria, Checoslovaquia, Alemania Oriental, Hungría, Polonia y Rumania, con pocas excepciones. Una excepción fue Checoslovaquia, donde tenía un presidente y no una presidencia colectiva. Otra excepción fue Bulgaria, donde el Consejo de Estado estaba facultado para dar instrucciones al Consejo de Ministros.

### Legislatura

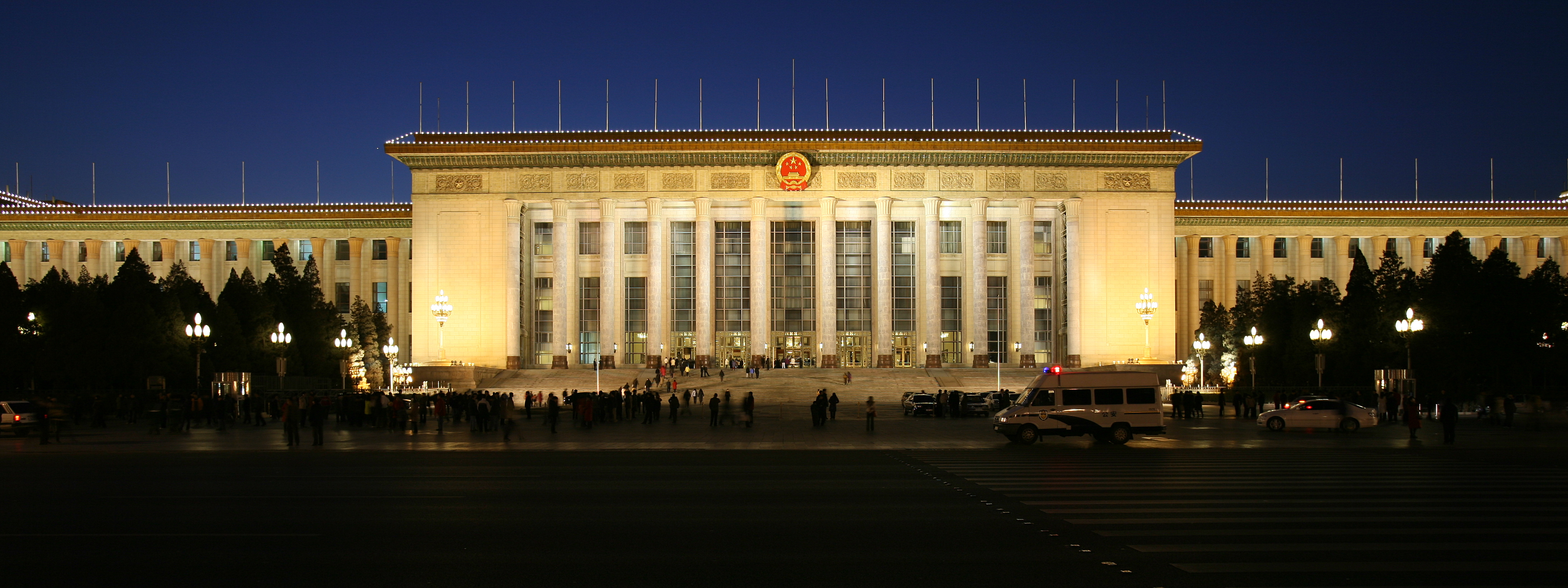
Vista nocturna del lugar de reunión del Congreso Popular Nacional de China

#### Poderes y organización
Todo el poder estatal está unificado en la legislatura de los estados comunistas. Este es un firme rechazo a la separación de poderes que se encuentra en las democracias liberales. La constitución es aprobada por la legislatura y solo puede ser enmendada por la legislatura. La revisión judicial y la revisión extraparlamentaria fueron denunciadas por los teóricos del derecho soviéticos como instituciones burguesas. También lo percibieron como una limitación del poder supremo del pueblo. La legislatura, junto con sus subórganos, era responsable de supervisar el orden constitucional. Dado que el poder legislativo es el juez supremo de constitucionalidad, sus propios actos no pueden, por tanto, ser inconstitucionales.
El Soviet Supremo fue la primera legislatura socialista y el sistema legislativo soviético se ha introducido en todos los estados comunistas. El Soviet Supremo se reunía 2 veces al año, por lo general durante 2 o 3 días cada uno, lo que la convirtió en una de las primeras legislaturas convocadas con frecuencia durante su existencia. La misma frecuencia de reuniones era la norma en los países del Bloque del Este y en la China actual. La legislatura de China, el Congreso Nacional del Pueblo (NPC por sus siglas en inglés) se basa en el modelo soviético. Al igual que con su contraparte soviética, el NPC es el órgano más alto del estado y elige un Comité Permanente (los soviéticos tenían un Presidium), el gobierno y el Consejo de Estado (la contraparte soviética es el Consejo de Ministros). Además, en todos los estados comunistas el partido gobernante ha tenido una mayoría clara, como China, o ha ocupado todos los escaños como lo hicieron en la Unión Soviética en su legislatura nacional.
Los investigadores occidentales han prestado poca atención a las legislaturas de los estados comunistas. La razón es que no existen cuerpos significativos de socialización política en comparación con las legislaturas en las democracias liberales. Si bien los líderes políticos a menudo son elegidos como miembros de las legislaturas socialistas, estos puestos no son relevantes para el avance político. El papel de las legislaturas es diferente de un país a otro. En la Unión Soviética, el Soviet Supremo hizo "poco más que escuchar las declaraciones de los líderes políticos soviéticos y las decisiones legítimas ya tomadas en otros lugares", mientras que en las legislaturas de Polonia, Vietnam y Yugoslavia ha sido más activo y ha tenido un impacto en la forma de hacer las leyes.

#### Representatividad
Tanto Marx como Lenin aborrecían los sistemas parlamentarios de la democracia burguesa, pero ninguno buscaba abolirlo. Lenin escribió que sería imposible desarrollar la democracia proletaria "sin instituciones representativas". Ambos consideraron ideal el modelo de gobierno de la Comuna de París de 1871 en el que el ejecutivo y el legislativo se combinaron en un solo cuerpo. Más importante aún, Marx aplaudió el proceso de elección por "sufragio universal en los diversos distritos y la ciudad". Si bien la institución de la legislatura socialista puede no ser importante en sí misma, "tiene un lugar en la literatura y la retórica de los partidos gobernantes que no puede ser ignorado, en el lenguaje de la intimidad del partido con las masas trabajadoras, de su supuesto conocimiento sobre los intereses de los trabajadores, de la justicia social y de la democracia socialista, de la línea de masas y del aprendizaje del pueblo".
Al tener legislaturas, los partidos marxistas-leninistas tratan de mantener la coherencia ideológica entre el apoyo a las instituciones representativas y la salvaguarda del papel dirigente del partido. Estas instituciones son representativas y generalmente reflejan a la población en áreas como la etnia y el idioma, "pero con ocupaciones distribuidas de una manera sesgada hacia los funcionarios del gobierno". A diferencia de las democracias liberales, las legislaturas de los estados comunistas no deben actuar como un foro para transmitir demandas o articulación de intereses. Se reúnen con poca frecuencia para que este sea el caso. El académico Daniel Nelson ha señalado: "Al igual que con el parlamento británico antes de que la agitación del siglo XVII asegurara su supremacía, los cuerpos legislativos en los estados comunistas retratan físicamente el 'reino' gobernado por (para extender una anaología) 'reyes'. Los miembros de las asambleas 'representan' a la población a la que hablan los gobernantes y sobre quienes gobiernan, convocando a un 'segmento de la sociedad' más amplio [...] que la propia corte". A pesar de esto, no significa que los estados comunistas utilicen las legislaturas para fortalecer su comunicación con la población. El partido, en lugar de la legislatura, podría asumir esa función.
Ideológicamente, tiene otra función, a saber, demostrar que los estados comunistas no solo representan los intereses de la clase trabajadora, sino todos los estratos sociales. Los estados comunistas están comprometidos a establecer una sociedad sin clases y usan las legislaturas para mostrar que todos los estratos sociales, ya sean burócratas, trabajadores o intelectuales, están comprometidos y tienen intereses en construir tal sociedad. En los estados comunistas, suele haber una alta proporción de miembros que son funcionarios del gobierno. En este caso, podría significar que es menos importante lo que hacen las legislaturas y más importante quiénes son sus representantes. Un miembro de una legislatura socialista a nivel central y local suele ser un funcionario del gobierno o del partido, una figura destacada en su comunidad o una figura nacional fuera del partido comunista. Esto demuestra que las legislaturas son herramientas para obtener apoyo popular para el gobierno en el que figuras destacadas hacen campaña y difunden información sobre las políticas y el desarrollo ideológico del partido.

## Constitución

### Papel de las constituciones
Los marxistas-leninistas ven la constitución como una ley fundamental y como un instrumento de fuerza. La constitución es fuente de derecho y legalidad. A diferencia de las democracias liberales, la constitución marxista-leninista no es un marco para limitar el poder del estado. Por el contrario, una constitución marxista-leninista busca empoderar al estado, creyendo que el estado es un órgano de dominación de clase y que la ley es la expresión de los intereses de la clase dominante. Los marxistas-leninistas creen que todas las constituciones nacionales hacen esto para asegurar que los países puedan fortalecer y hacer cumplir su propio sistema de clases. En este caso, significa que los marxistas-leninistas conciben las constituciones como una herramienta para defender la naturaleza socialista del estado y atacar a sus enemigos. Esto contrasta con la concepción liberal del constitucionalismo de que "la ley, más que los hombres, es suprema".
A diferencia de la naturaleza fija de las constituciones democráticas liberales, una constitución marxista-leninista está en constante cambio. Andrey Vyshinsky, un procurador general de la Unión Soviética durante la década de 1930, señala que "las constituciones soviéticas representan la suma total del camino histórico por el que ha viajado el estado soviético. Al mismo tiempo, son la base legislativa de posterior desarrollo de la vida estatal". Es decir, la constitución resume lo que ya se ha logrado. Esta creencia también es compartida por el Partido Comunista de China, que argumentó que "la Constitución china abre un camino para China, registrando lo que se ha ganado en China y lo que aún queda por conquistar".
En los estados comunistas, la constitución fue una herramienta para analizar el desarrollo de la sociedad. El partido marxista-leninista en cuestión tendría que estudiar la correlación de fuerzas, literalmente la estructura de clases de la sociedad, antes de promulgar cambios.

### Supervisión constitucional
Después de la muerte de Stalin, varios estados comunistas han experimentado con algún tipo de supervisión constitucional. Estos órganos fueron diseñados para salvaguardar el poder supremo del legislativo. Rumania fue la primera en experimentar con la supervisión constitucional cuando estableció un Comité Constitucional en 1965. Fue elegido por la legislatura y destacados juristas se sentaron en el comité, pero solo estaba facultado para asesorar a la legislatura. Keith Hand ha comentado que "no era una institución eficaz en la práctica". Hungría y Polonia experimentaron con la supervisión constitucional a principios de la década de 1980.
En 1989, los soviéticos establecieron el Comité de Supervisión Constitucional que "estaba subordinado únicamente a la constitución de la URSS". Estaba facultado "para revisar la constitucionalidad y legalidad de una serie de actos estatales de la URSS y sus repúblicas. Su jurisdicción incluía leyes [aprobadas por la legislatura], decretos del Presidium del Soviet Supremo, constituciones y leyes de las repúblicas de la unión, algunos decretos administrativos centrales, explicaciones de la Corte Suprema y otros documentos normativos centrales". Si el comité consideraba que la legislatura ha violado la legalidad, la legislatura estaba obligada a discutir el tema, pero podía rechazarlo si más de dos tercios votaban en contra de las conclusiones del Comité de Supervisión Constitucional. Si bien era constitucionalmente poderoso, carecía de poderes para hacer cumplir la ley, a menudo fue ignorado y no defendió la constitución durante el intento de golpe de Estado contra Mijaíl Gorbachov.
El liderazgo chino se ha opuesto al establecimiento de un comité de supervisión constitucional debido a su asociación con estados comunistas fallidos de Europa. Ninguno de los estados comunistas supervivientes (China, Cuba, Laos y Vietnam) ha experimentado con comités de supervisión constitucional o supervisión constitucional de ningún tipo fuera del marco existente.

## Fuerzas armadas
Los estados comunistas han establecido dos tipos de sistemas cívico-militares. Las fuerzas armadas de la mayoría de los estados socialistas han sido históricamente instituciones estatales basadas en el modelo soviético, pero en China, Laos, Corea del Norte y Vietnam las fuerzas armadas son instituciones de partido-estado. Sin embargo, existen varias diferencias entre el modelo estatista (soviético) y el modelo de partido-estado (China). En el modelo soviético, las fuerzas armadas soviéticas estaban dirigidas por el Consejo de Defensa (un órgano formado por el Presídium del Sóviet Supremo de la Unión Soviética) mientras que el Consejo de Ministros era responsable de formular las políticas de defensa. El líder del partido fue ex officio el presidente del Consejo de Defensa. Debajo del Consejo de Defensa, estaba el Consejo Militar Principal, que era responsable de la dirección estratégica y el liderazgo de las fuerzas armadas soviéticas. El órgano de trabajo del Consejo de Defensa era el Estado Mayor, encargado de analizar las situaciones militares y políticas a medida que se desarrollaban. El partido controlaba las fuerzas armadas a través de la Dirección Política Principal (MPD por sus siglas en inglés) del Ministerio de Defensa, órgano estatal que funcionaba "con la autoridad de un departamento del Comité Central del PCUS". El MPD organizó el adoctrinamiento político y creó un mecanismo de control político desde el centro hasta el nivel de la empresa en el campo. Formalmente, el MPD era responsable de organizar los órganos del partido y del Komsomol, así como los órganos subordinados dentro de las fuerzas armadas; asegurar que el partido y el estado conserven el control de las fuerzas armadas, evaluar el desempeño político de los oficiales, supervisar el contenido ideológico de la prensa militar y supervisar los institutos de formación político-militar y su contenido ideológico. El jefe del MPD ocupaba el cuarto lugar en protocolo militar, pero no era miembro del Consejo de Defensa. El Departamento de Órganos Administrativos del Comité Central del PCUS era responsable de implementar las políticas de personal del partido y supervisaba a la KGB, el Ministerio del Interior y el Ministerio de Defensa.
En el modelo chino, el Ejército Popular de Liberación (EPL) es una institución del partido. En el preámbulo de la Constitución del Partido Comunista de China, se declara: "El Partido Comunista de China (PCCh) mantendrá su liderazgo absoluto sobre el Ejército Popular de Liberación y las fuerzas armadas de otras personas". El EPL lleva a cabo su trabajo de acuerdo con las instrucciones del Comité Central del PCCh. Mao Zedong describió la situación institucional del EPL de la siguiente manera: "Todo comunista debe comprender la verdad, el poder político surge del cañón de una pistola. Nuestro principio es que el partido controla el arma, y nunca se debe permitir que el arma controle el partido". La Comisión Militar Central (CMC) es un órgano del estado y del partido, es un órgano del Comité Central del PCCh y un órgano de la legislatura nacional, el Congreso Nacional del Pueblo. El Secretario General del PCCh es el presidente ex officio del CMC del partido y el presidente de la República Popular de China es por derecho estatal el presidente del CMC. La composición de la CMC del partido y la CMC estatal son idénticas. El CMC es responsable del mando del EPL y determina las políticas de defensa nacional. Hay 15 departamentos que dependen directamente de la CMC y que son responsables de todo, desde el trabajo político hasta la administración del EPL. Es significativo que la CMC eclipsa con mucho las prerrogativas del Departamento de Órganos Administrativos del PCUS, mientras que la contraparte china de la Dirección Política Principal supervisa no solo el ejército, sino también la inteligencia, los servicios de seguridad y el trabajo de contraespionaje.
A diferencia de las democracias liberales, el personal militar activo es miembro y participa en instituciones civiles de gobierno. Este es el caso en todos los estados comunistas.

## Partido de gobierno

### Papel principal
Cada estado comunista ha sido dirigido por un partido marxista-leninista. Este partido busca representar y articular los intereses de las clases explotadas por el capitalismo. Busca conducir a las clases explotadas a lograr el comunismo. Sin embargo, el partido no puede identificarse con la clase explotada en general. Su membresía está compuesta por miembros con conciencia avanzada que están por encima de los intereses sectoriales. Por lo tanto, el partido representa la sección avanzada de las clases explotadas y, a través de ellas, conduce a las clases explotadas interpretando las leyes universales que gobiernan la historia humana hacia el comunismo.
Los partidos gobernantes de los estados comunistas son partidos de vanguardia. Vladimir Lenin teorizó que los partidos de vanguardia eran "capaces de asumir el poder y llevar a todo el pueblo al socialismo, de dirigir y organizar el nuevo sistema, de ser el maestro, el guía, el líder de todo el pueblo trabajador y explotado en la organización de su vida social sin el burguesía". Esta idea eventualmente se convirtió en el concepto del papel principal del partido en la conducción del estado.

### Organización interna
El partido de gobierno marxista-leninista se organiza en torno al principio del centralismo democrático y, a través de él, también el Estado. Significa que todos los órganos directivos del partido serán elegidos, que los órganos del partido den cuentas periódicas de sus actividades a sus respectivas organizaciones partidarias, que habrá una estricta disciplina de partido y la subordinación de la minoría a la mayoría y que todas las decisiones de los órganos superiores serán absolutamente vinculantes para los órganos inferiores y para todos los miembros del partido.
El órgano superior de un partido gobernante marxista-leninista es el congreso del partido. El congreso elige el comité central y una comisión de auditoría y una comisión de control, o ambas, aunque no siempre. El comité central es el máximo órgano de toma de decisiones del partido entre los congresos del partido y elige un politburó y una secretaría entre sus miembros, así como el líder del partido. Cuando el comité central no está reunido, el politburó es el máximo órgano de toma de decisiones del partido y la secretaría es el máximo órgano administrativo. En algunos partidos, el comité central o el politburó elige entre sus miembros un comité permanente del politburó que actúa como el máximo órgano de toma de decisiones entre las sesiones del politburó, el comité central y el congreso. Esta estructura de liderazgo es idéntica en todos los aspectos a la organización del partido principal del partido gobernante.

## Sistema económico
De la lectura de sus obras, muchos seguidores de Karl Marx y Friedrich Engels sacaron la idea de que la economía socialista se basaría en la planificación y no en el mecanismo de mercado. Estas ideas más tarde se convirtieron en la creencia de que la planificación era superior al mecanismo del mercado. Al tomar el poder, los bolcheviques comenzaron a defender un sistema de planificación estatal nacional. El 8.° Congreso del Partido Comunista Ruso (Bolcheviques, 1919) resolvió instituir "la máxima centralización de la producción [...] esforzándose simultáneamente por establecer un plan económico unificado". El Gosplan, la Comisión de Planificación del Estado, el Soviet Supremo de Economía Nacional y otros órganos centrales de planificación se establecieron durante la década de 1920 en la era de la Nueva Política Económica. Al introducir el sistema de planificación, se convirtió en la creencia común en el movimiento comunista internacional de que el sistema de planificación soviético era una forma más avanzada de organización económica que el capitalismo. Esto llevó a que el sistema se introdujera de forma voluntaria en países como China, Cuba y Vietnam y, en algunos casos, fuera impuesto por la Unión Soviética.
En los estados comunistas, el sistema de planificación estatal tenía 5 características principales. En primer lugar, con la excepción del consumo y el empleo del campo, prácticamente todas las decisiones se centralizaron en la cima. En segundo lugar, el sistema era jerárquico: el centro formulaba un plan que se enviaba al nivel inferior, que imitaba el proceso y enviaba el plan más abajo en la pirámide. En tercer lugar, los planes eran de naturaleza vinculante, es decir, todos tenían que seguir y cumplir los objetivos establecidos en ellos. En cuarto lugar, el predominio del cálculo en términos físicos para asegurar la asignación planificada de los productos básicos no era incompatible con la producción planificada. Finalmente, el dinero jugó un papel pasivo dentro del sector estatal ya que los planificadores se enfocaron en la asignación física.
Según Michael Ellman, en una economía de planificación centralizada "el Estado posee la tierra y todos los demás recursos naturales y todas las características del modelo tradicional, las empresas y sus activos productivos. La propiedad colectiva (por ejemplo, la propiedad de granjas colectivas) también existe, pero juega una función subsidiaria, y se espera que sea temporal". La propiedad privada de los medios de producción sigue existiendo, aunque desempeña un papel bastante menor. Dado que la lucha de clases en el capitalismo es causada por la división entre los propietarios de los medios de producción y los trabajadores que venden su trabajo, la propiedad estatal (definida como propiedad del pueblo en estos sistemas) es considerada como una herramienta para acabar con la lucha de clases y empoderar a la clase trabajadora.

## Sistema legal
Todos los estados comunistas se han establecido en países con un sistema de derecho civil. Los países de Europa del Este habían sido gobernados formalmente por el Imperio Austro-Húngaro, el Imperio Alemán y el Imperio Ruso, todos los cuales tenían un sistema legal de derecho civil. Cuba tenía un sistema de derecho civil heredado del Imperio español, mientras que la República Popular China introdujo el derecho civil para superponerse con elementos confucianos y Vietnam usó la ley francesa también heredado del Imperio colonial francés. Desde el establecimiento de la Unión Soviética, ha habido un debate académico sobre si la ley socialista es un sistema legal separado o es parte de la tradición del derecho civil. El jurista Renè David escribió que el sistema legal socialista "posee, en relación con nuestro derecho francés, características particulares que le dan una originalidad completa, en la medida en que ya no es posible conectarlo, como el antiguo derecho ruso, con el sistema de derecho romano". De manera similar, Christoper Osakwe concluye que el derecho socialista es "un sistema legal autónomo que se distingue esencialmente de las otras familias de derecho contemporáneas". Los defensores de la ley socialista como un sistema legal separado, han identificado las siguientes características:
- La ley socialista desaparecerá con la desaparición del Estado.[50]
- El dominio del partido marxista-leninista.[50]
- La ley socialista está subordinada y refleja cambios en el orden económico (la absorción del derecho privado por el derecho público).[50]
- La ley socialista tiene un carácter religioso.[50]
- La ley socialista es más prerrogativa que normativa.[50]

Los funcionarios legales defienden su caso de manera diferente a los occidentales. Por ejemplo, "la opinión predominante entre los juristas soviéticos en la década de 1920 era que la ley soviética de ese período era una ley de estilo occidental apropiada para una economía soviética que seguía siendo capitalista en un grado significativo". Esto cambió con la introducción de la economía planificada y el término ley socialista se concibió para reflejar esto en la década de 1930. El teórico del derecho húngaro Imre Szabó reconoció las similitudes entre el derecho socialista y el derecho civil, pero señaló que "se pueden distinguir cuatro tipos básicos de derecho: las leyes de las sociedades esclavista, feudal, capitalista y socialista".
Utilizando la teoría marxista de materialismo histórico, Szabó sostiene que el derecho socialista no puede pertenecer a la misma familia de derecho ya que la estructura material es diferente a la de los países capitalistas ya que su superestructura (Estado) tiene que reflejar estas diferencias. En otras palabras, la ley es una herramienta de la clase dominante para gobernar. Como señala Renè David, los juristas socialistas "aíslan su derecho, para poner en otra categoría, una categoría reprobada, las leyes romanistas y el derecho anglosajón, es el hecho de que razonan menos como juristas y más como filósofos y marxistas. Es al adoptar un punto de vista no estrictamente legal que afirman la originalidad de su ley socialista". Sin embargo, algunos teóricos jurídicos socialistas consideran que la ley socialista es ley civil, pero es un tipo de ley diferente para un tipo diferente de sociedad.

## Lista de Estados comunistas

Estados comunistas en la actualidad.

Estados que tienen o tuvieron gobiernos comunistas
Estados que la Unión Soviética creyó en un momento que se estaban moviendo hacia el socialismo
Otros estados socialistas

### Estados comunistas actuales
- República Popular China (desde 1949)
- Corea del Norte (desde 1948, aunque oficialmente está con la doctrina Juche, retirando de su constitución referencias al comunismo en 1992 y 2009)
- Cuba (desde 1959)
- Laos (desde 1975)
- Vietnam (desde 1945 en Vietnam del Norte y 1975 en Vietnam del Sur. Reunificación en 1976)

### Estados comunistas anteriores
- República Democrática de Afganistán (1979-1992)
- Albania (gobierno provisional, 1944-1946; gobierno comunista, 1946-1992)
- Alemania (Repúblicas Soviéticas de Sajonia, Bremen y Baviera, 1918-1919; Zona de ocupación soviética, 1945-1949; Alemania Oriental, 1949-1990)
- República Popular de Angola (1975-1992)
- Austria (ocupación militar soviética, 1945-1946)
- República Popular de Benín (1975-1990)
- Bulgaria (ocupación militar soviética, 1944-1946; gobierno comunista, 1946-1990)
- Burkina Faso (1984-1987)
- Camboya (Kampuchea Democrática, 1975-1979; República Popular de Kampuchea/Estado de Camboya, 1979-1993; Gobierno Provisional de Unión Nacional, 1994-1998)
- Checoslovaquia (República Soviética Eslovaca, 1919; gobierno comunista, 1948-1990)
- China (varias facciones prosoviéticas, 1927-1949; Ocupación soviética de Manchuria, 1945-1946)
- República Popular del Congo (1969-1992)
- Corea (República Popular de Corea, 1945-1946; Comité Popular Provisional para Corea del Norte, 1946-1948)
- Dinamarca (ocupación militar soviética de Bornholm, 1945-1946)
- España (República Obrera y Campesina de Asturias, octubre de 1934 y Consejo Soberano de Asturias y León, agosto-octubre de 1937)
- Estonia (Comuna del Pueblo Trabajador de Estonia, 1918-1919; ocupación soviética, 1940-1991)
- Etiopía (Derg, 1974-1987; República Democrática Popular de Etiopía, 1987-1991)
- Finlandia (República Socialista de los Trabajadores de Finlandia, 1918; República Democrática de Finlandia, 1939-1940)
- Francia (República Soviética de Alsacia, 1918-1919)
- Granada (1979-1983)
- Grecia (Comité político de liberación nacional, 1944-1949)
- Hungría (República Soviética Húngara, 1919; gobierno comunista, 1946-1989)
- Irán (República Socialista Soviética de Persia, 1919-1921; ocupación militar soviética, 1941-1946; gobierno popular de Azerbaiyán, 1945-1946; República de Mahabad, 1946-1947)
- Irlanda (Sóviet de Limerick, 1919)
- Japón (ocupación militar soviética de las islas Kuriles, 1945)
- Letonia (República Soviética Socialista de Letonia, 1918-1920; ocupación soviética, 1940-1991)
- Lituania (República Socialista Soviética Lituano-Bielorrusa, 1919; ocupación soviética, 1940-1991)
- República Popular de Mongolia (1924-1992)
- República Popular de Mozambique (1975-1990)
- Noruega (ocupación militar soviética del norte de Noruega, 1944-1946)
- Polonia (República Soviética Socialista de Galitzia, 1920; gobierno comunista, 1945-1989)
- Rumania (Ocupación soviética de Rumania, 1944-1947; gobierno comunista, 1947-1989)
- Rusia (1917-1922; Unión Soviética, 1922-1991)
- República Democrática de Somalia (1969-1991)
- Yemen del Sur (1967-1990)
- Yugoslavia (gobierno comunista, 1945-1992)

### Estados multipartidistas con partidos comunistas gobernantes
Hay Estados multipartidistas con partidos comunistas que dirigen el gobierno. Tales Estados no se consideran Estados comunistas porque los propios países permiten múltiples partidos y no proporcionan un papel constitucional para sus partidos comunistas. Nepal está actualmente dirigido por el Partido Comunista de Nepal y anteriormente fue gobernado por el Partido Comunista de Nepal (Marxista-Leninista Unificado) y el Partido Comunista Unificado de Nepal (Maoísta) entre 1994 y 1998 y luego nuevamente entre 2008 y 2018, mientras que los Estados anteriormente gobernados por uno o más partidos comunistas incluyen San Marino (1945-1957), Nicaragua (1984-1990), Moldavia (2001-2009), Chipre (2008-2013) y Guyana (1992-2015).

## Análisis
Países comunistas como la Unión Soviética y China, fueron criticados por los autores y organizaciones occidentales sobre la base de la falta de democracia multipartidista, además de varias otras áreas en las que la sociedad socialista y las sociedades occidentales difieren. Las sociedades socialistas se caracterizaban comúnmente por la propiedad estatal o social de los medios de producción, ya sea a través de la administración a través de organizaciones del partido comunista, consejos y comunas elegidos democráticamente y estructuras cooperativas, en oposición al paradigma de gestión, propiedad y control del libre mercado capitalista democrático liberal por parte de corporaciones e individuos privados. Los estados comunistas también han sido criticados por la influencia y alcance de sus respectivos partidos gobernantes en la sociedad, además de la falta de reconocimiento de algunos derechos y libertades legales occidentales, como el derecho a la propiedad y la restricción del derecho a la libertad de expresión.
Los defensores y socialistas soviéticos respondieron a las críticas destacando las diferencias ideológicas en el concepto de libertad. McFarland y Ageyev señalaron que "las normas marxistas-leninistas menospreciaban el individualismo del laissez-faire, también [condenando] amplias variaciones en la riqueza personal como no lo ha hecho Occidente. En cambio, los ideales soviéticos enfatizaron la igualdad: educación y atención médica gratuitas, poca disparidad en la vivienda o los salarios, etc." Cuando se le pidió que comentara sobre la afirmación de que los ex ciudadanos de los estados comunistas disfrutan de mayores libertades, Heinz Kessler, exministro de defensa de Alemania Oriental, respondió: "Millones de personas en Europa del Este ahora están libres de empleo, libres de calles seguras, libres de atención médica, libres de seguridad social".
En su análisis de los estados gobernados bajo la ideología marxista-leninista, el economista Michael Ellman de la Universidad de Ámsterdam señala que dichos estados se comparan favorablemente con los estados occidentales en algunos indicadores de salud como la mortalidad infantil y la esperanza de vida. Philipp Ther postula que hubo un aumento en el nivel de vida en todos los países del Bloque del Este como resultado de programas de modernización bajo gobiernos comunistas. Del mismo modo, Amartya Sen, analizando las comparaciones internacionales de la esperanza de vida, encontró que varios estados marxistas-leninistas lograron avances significativos y comentó que "un pensamiento que seguramente ocurrirá es que el comunismo es bueno para eliminar la pobreza". La disolución de la Unión Soviética fue seguida por un rápido aumento de la pobreza, delincuencia, corrupción, desempleo, personas sin hogar, tasas de enfermedad, mortalidad infantil, violencia doméstica y desigualdad de ingresos, junto con la disminución de la ingesta de calorías, la esperanza de vida, la alfabetización de adultos y los ingresos.

### Memoria
Existen monumentos a las víctimas de los estados comunistas en casi todas las capitales de Europa del Este y hay varios museos que documentan el gobierno comunista, como el Museo de Ocupaciones y Luchas por la Libertad en Lituania, el Museo de la Ocupación de Letonia en Riga y la Casa del Terror en Budapest, los tres de los cuales también documentan el dominio nazi. En Washington D. C., una estatua de bronce basada en la escultura de la diosa de la democracia de la Plaza Tiananmen de 1989 fue dedicada como el Monumento a las Víctimas del Comunismo en 2007, habiendo sido autorizada por el Congreso de los Estados Unidos en 1993.
Según la antropóloga Kristen Ghodsee, los esfuerzos por institucionalizar la narrativa de las víctimas del comunismo, o la equivalencia moral entre el Holocausto nazi (asesinato racial) y las víctimas del comunismo (asesinato de clase), y en particular el reciente impulso por la conmemoración de las víctimas del comunismo al comienzo de la crisis financiera mundial, puede verse como la respuesta de las élites económicas y políticas a los temores de un resurgimiento de la izquierda frente a economías devastadas y desigualdades extremas como resultado de los excesos del capitalismo liberal. Ghodsee argumenta que cualquier discusión sobre los logros de los estados comunistas, incluida la alfabetización, la educación, los derechos de las mujeres y la seguridad social, generalmente se silencia, y cualquier discurso sobre el tema del comunismo se centra casi exclusivamente en los crímenes de Stalin y la teoría del doble genocidio. Según Laure Neumayer, esto se utiliza como una narrativa anticomunista "basada en una serie de categorías y cifras" para "denunciar la violencia estatal comunista (calificada como 'crímenes comunistas', 'genocidio rojo' o 'clásicoide') y para honrar a los perseguidos (presentados alternativamente como 'víctimas del comunismo' y 'héroes de la resistencia antitotalitaria')".
Por contra, autores como Antonio Escohotado en el tomo III de Los enemigos del comercio, señala que los gobiernos comunistas no llegan al poder de forma pacífica o democrática y que tienden a suprimir las actividades de otras opciones políticas. También argumenta que la violencia, la represión y las hambrunas fruto de la economía planificada han causado millones de muertos, como se demuestra en los casos de la Unión Soviética, China o Camboya.